# Nectria novae-zealandiae
Nectria novae-zealandiae är en svampart som först beskrevs av Dingley, och fick sitt nu gällande namn av Rossman 1979. Nectria novae-zealandiae ingår i släktet Nectria och familjen Nectriaceae.   Inga underarter finns listade i Catalogue of Life.